# 由水常雄
由水 常雄（よしみず つねお、1936年8月2日 - ）は、日本のガラス工芸の専門家。
徳島県生まれ。東京都立新宿高等学校を経て早稲田大学大学院博士課程修了。

## 概要
1968年より1970年までチェコ政府招聘留学生としてプラハ大学でガラス工芸史、東西美術交渉史を専攻。早稲田大学、多摩美術大学などで教壇に立つとともに、1981年、東京ガラス工芸研究所を開設。
正倉院に伝来したガラス器を、実験考古学的手法で自ら復元して研究し、由来の推定を行った。以来、古代以来の世界各地の出土ガラス器の製作技法を復元して、ガラス工芸の技法、デザインの歴史の研究を推し進めた。さらにはパート・ド・ヴェールやミルフィオリといった古代に断絶していた復元技法を応用してオリジナルデザインのガラス器を作成し、自らガラス工芸家としても活動している。

## 主張
三韓時代の朝鮮半島諸国のなかで、新羅のガラス器だけが異質な要素を有し、中国ガラスよりローマガラスの影響が強いと見られることに注目し、新羅文化がローマ文化の強い影響下にあったとする仮説を提唱。2001年に発行した著書『ローマ文化王国－新羅』が評論家の立花隆より高く評価される。さらに立花が同書を韓国に紹介したことにより、同書の韓国語版も出版されている。
宮脇淳子は、韓国ドラマ『善徳女王』が由水の著書『ローマ文化王国－新羅』の影響を受けている可能性を指摘しており、「まず最初に『輝かしい歴史』ありきだから、『ないわけじゃない』が『こうだったに違いない』に、脳内変換されてしまうのかもしれません。善徳女王や美室の冠、あるいは毎回、女性たちは違うイヤリングをしていましたが、ああいった物が、契丹あたりのお墓から出てくるわけです。同時代にこういったものがあった、なら新羅にもあるはずだと持ってくる。ひとつ考えられるのは、由水常雄というガラス工芸の専門家の方が書いた『ローマ文化王国－新羅』という本に影響されたのではないでしょうか。この方は、新羅の古墳から出土するガラス器が中国ガラスよりローマガラスに近いといい、また、金冠の形式が古代ギリシャ・ローマに始まる樹木冠だということなどから、新羅がローマ文化を持っていたと主張しています。…この本は韓国語にも翻訳されているそうなので、ドラマ制作者が手にしたことは十分に考えられます。日頃、日本人の歴史認識にケチをつけている彼らですが、自分たちにとって嬉しい話だと、仮説に過ぎないものでも日本人が語る『史実』を取り入れてしまうご都合主義には敬服します」と述べている。

## 主な著書
- 『ガラス工芸』 ブレーン出版「ブレーン美術選書」、1975年
- 『図説 西洋陶磁史』 ブレーン出版「ブレーン美術選書」、1977年
- 『ガラスの道　形と技術の交渉史』徳間書店、1977年／中公文庫、1988年、改版2011年
- 『ガラスの話』 新潮選書、1983年
- 『アール・ヌーヴォー、アール・デコのガラス』 平凡社、1988年8月
- 『エミール・ガレ　人と作品』 中公文庫、1989年
- 『鏡の魔術』 中公文庫、1991年。元版「鏡 虚構の空間」 鹿島出版会「SD選書」、1978年
- 『世界ガラス美術全集』 求龍堂（全6巻）、1992年

（第1巻「古代・中世」、第2巻「ヨーロッパ」、第3巻「アール・ヌーヴォー アール・デコ」、第4巻「中国・朝鮮」、第5巻「日本」、第6巻「現代」）
- 『ジャポニスムからアール・ヌーヴォーへ』 中公文庫、1994年。元版「花の様式」美術公論社、1984年
- 『香水瓶　古代からアール・デコ、モードの時代まで』 二玄社、1995年
- 『ガラスと文化 その東西交流』 日本放送出版協会「NHKライブラリー」、1997年9月 ISBN 9784140840597
- 『トンボ玉』 平凡社、1989年、新装版2003年　 ISBN 9784582625127
- 『ローマ文化王国－新羅』 新潮社、2001年、改訂新版2005年 ISBN 4104476013
- 『正倉院の謎』 新装版 魁星出版（販売：學燈社）、2007年6月 ISBN 4312010242。他に中公文庫、1987年／新人物文庫、2011年
- 『正倉院ガラスは何を語るか　白琉璃碗に古代世界が見える』 中公新書、2009年10月、ISBN 4121020251
- 『天皇のものさし　正倉院撥鏤尺の謎』麗沢大学出版会、2006年、ISBN 4-89205-498-4

## 外部サイト
- 由水常雄の仕事